# 오저초등학교 풍곡분교
오저초등학교 풍곡분교는 대한민국 강원도 삼척시 가곡면 풍곡리 617에 있었던 공립 초등학교이다.

## 연혁
- 1947년 2월 1일 오저국민학교 풍곡분교장 설립 인가
- 1948년 8월 10일 풍곡국민학교 승격
- 1948년 9월 5일 풍곡국민학교 개교(2학급 편성)
- 1993년 3월 1일 대교분교장 편입
- 1996년 3월 1일 풍곡초등학교로 개칭
- 1999년 9월 1일 오저초등학교 풍곡분교장 격하
- 2012년 3월 1일 폐교